# سبزجامه گلوزرد
سبزجامه گلوزرد (نام علمی: Chlorospingus flavigularis) یا فرخنده بیشه گلوزرد گونه‌ای از پرندگان است که به‌طور سنتی در تیرهٔ Thraupidae جای می‌گیرد، اما اکنون به Arremonops در Passerellidae نزدیک‌تر است. در بولیوی، کلمبیا، اکوادور، پاناما و پرو یافت می‌شود.
زیستگاه‌های طبیعی آن جنگل‌های کوهستانی نمناک نیمه‌گرمسیری یا گرمسیری و جنگل‌های پیشین به شدت دگرگون‌شده است.